# Mindomys hammondi
Mindomys hammondi is een knaagdier uit de Oryzomyini dat voorkomt in Ecuador. De soort is bekend van een aantal exemplaren uit Mindo (waar het geslacht naar genoemd is) en één exemplaar uit het oosten van Ecuador (een deel van het Amazonebekken). Het is een van de twee soorten uit het geslacht Mindomys. Deze soort werd voorheen tot Oryzomys gerekend, maar recent onderzoek suggereert dat M. hammondi niet nauw verwant is aan Oryzomys zelf, maar in plaats daarvan een verwant is van Oecomys of de zustergroep is van de gehele Oryzomyini.

## Kenmerken
De rugvacht is geelbruin, de buikvacht geel of wit, met een scherpe scheiding. De oren zijn kort. Bij het begin van de klauwen aan de achtervoet zitten wat haren. De zeer lange staart is donker van kleur.
Aegialomys · Amphinectomys · Cerradomys · Drymoreomys · Eremoryzomys · Euryoryzomys · Handleyomys · Holochilus · Hylaeamys · Lundomys · Megalomys · Megaoryzomys · Melanomys · Microakodontomys · Microryzomys · Mindomys · Neacomys · Nectomys · Nephelomys · Nesoryzomys · Noronhomys · Oecomys · Oligoryzomys · Oreoryzomys · Oryzomys · Pattonimus · Pennatomys † · Pseudoryzomys · Scolomys · Sigmodontomys · Sooretamys · Tanyuromys · Transandinomys · Zygodontomys